# George Ansell
George Thomas Leonard Ansell (sinh ngày 28 tháng 11 năm 1909 ở Worthing, mất ngày 7 tháng 10 năm 1988 ở Stafford) là một cầu thủ bóng đá từng thi đấu chuyên nghiệp ở vị trí tiền đạo cho Brighton and Hove Albion và Norwich City.
Sau khi giải nghệ, Ansell trở thành giáo viên và là giáo sư ở Kimbolton School, dạy tiếng Latinh.